# Downtown ne Gottsu Ee kanji
 (mars 2012).
Si vous disposez d'ouvrages ou d'articles de référence ou si vous connaissez des sites web de qualité traitant du thème abordé ici, merci de compléter l'article en donnant les références utiles à sa vérifiabilité et en les liant à la section « Notes et références ».
Downtown no Gottsu Ee Kanji (ダウンタウン の ご っ つ ええ 感じ) est une émission de variétés japonaise. 
Elle a été créée le 8 décembre 1991 et s'est terminée le 2 novembre 1997. Elle a été diffusée sur Fuji Television chaque dimanche soir. Organisée par Downtown, le duo comique (composé de Masatoshi Hamada et Hitoshi Matsumoto), elle a eu plusieurs autres owarai geinin (comédiens) dans leur casting régulier.
Comme la plupart des autres émissions de variétés japonaises, l'émission était composée de beaucoup d'invités et des jeux. Les invités, parmi lesquels le duo Downtown, se déguisaient en  rangers Gorenjai, un style de Power Rangers plus humoristique pour faire ainsi leurs sketches.